# Dídac Vilà
Dídac Vilà Rosselló (Mataró, 9 de junho de 1989) é um futebolista espanhol que atua como lateral-esquerdo. Atualmente está sem clube.